# Качура, Александр Степанович
Александр Степанович Качура (род. 1 января 1935) — председатель правления Государственной акционерной холдинговой компании «Артём», г. Киев, Герой Украины (2002).
Кандидат технических наук (1975), профессор (1996), академик АИНУ (1992).

## Биография
Родился 1 января 1935 года в г. Семёновка Черниговской области. Украинец.
Окончил Московский электротехнический институт связи, радиофакультет (1952−1957), инженер-электрик.
Автор и соавтор 12 научных статей и 3 изобретений.

### Деятельность
- В 1957−1963 — инженер, начальник лаборатории, Радиотехнический завод Министерства судостроительной промышленности, г. Серпухов Московской области.
- В 1963−1984 — заместитель главного конструктора, заместитель генерального директора, Киевский радиозавод Министерства общего машиностроения СССР.
- С 1984 — главный инженер, генеральный директор (с 1988), Киевское ПО им. Артёма Министерств авиационной промышленности СССР.
- 1996 — 2005 президент − председатель правления, ГАХК «Артём».
- С 2002 — член коллегии Министерства промышленной политики Украины.

Кандидат в народные депутаты Украины 3 и 4 созывов. Доверенное лицо Л. Кучмы в г. Киеве на выборах Президента Украины в 1999 году.

### Семья
- Отец — Степан Панасович (1914—1943).
- Мать — Анна Филипповна (1908—1991).
- Жена — Аэлита Георгиевна (род. 1935).
- Дети — сын Леонид (род. 1961) и дочь Юлиана (род. 1976).
- Внуки - Карина (род. 1986.

## Награды
- Герой Украины (с вручением ордена Державы, 23.05.2002 — за выдающиеся личные заслуги перед Украинским государством в развитии отечественного машиностроения, многолетний самоотверженный труд).
- Награждён орденами Трудового Красного Знамени, «Знак Почёта» (1982), медалями.
- Лауреат Государственной премии УССР в области науки и техники (1984).
- Заслуженный машиностроитель Украины.
- Почётный знак отличия Президента Украины (1995).
- Почётная грамота Кабинета Министров Украины (2004).